# Martina Klein
Martina Klein Korin (Buenos Aires, 7 de desembre de 1976) és una model, presentadora de televisió i humorista nascuda a l'Argentina i resident a Barcelona.

## Biografia
Als 12 anys la seva família es traslladà a viure a Barcelona. Es presentà als primers castings de publicitat amb 15 anys i començà la llicenciatura d'Història, però no la completà, ja que es va dedicar a la moda.
Ha desfilat a les passarel·les més prestigioses del món, a Milà, Nova York, Londres o París, a més de ser assídua de les passarel·les Cibeles i Gaudí. Ha treballat per a dissenyadors com David Valls, Toni Miró, Javier Larrainzar, Victorio & Lucchino, Roberto Verino, Alexander McQueen, Cerruti, Lolita Lempicka, Comme des Garçons, Ferrety, Castelbajac, Dirk Bikkembergs, Angelo Tarlazzi, Balmain, Saskia Van Drimmelen, Yuki Tori, etc.
Ha treballat com a model publicitària per a nombroses marques i en revistes com Cosmopolitan, Elle, Marie Claire, Woman, Mujer21, GQ, Max, Telva, Man o Ragazza. Protagonitzà el videoclip Si tú no vuelves de Miguel Bosé. L'any 1998 col·laborà en el programa nocturn Les 1000 i una de TV3, amb Jordi González. Un any després, aparcà temporalment la seva carrera de model per dedicar-se a l'art dramàtic, l'escriptura, la dansa contemporània i l'art. També ha treballat en premsa escrita, com a columnista de La Vanguardia, El Periódico de Catalunya i la revista Marie Claire.
Entre 2006 i 2007 incrementà les aparicions televisives. Fou contertuliana a Las mañanas de Cuatro (Cuatro) i protagonitzà un dels programes de viatges de Planeta Finito (laSexta). En aquest canal debutà com a presentadora, conduint el programa de crònica social Celebrities, estrenat el 23 de març de 2008. Malgrat això, el programa fou retirat dos mesos després, ja que no assolí els resultats d'audiència esperats per la cadena. L'any 2010 començà una nova aventura en el món de la comèdia en el programa El Club del Chiste (Antena 3). L'estiu del 2008 protagonitzà l'anunci d'El Corte Inglés.
En 2008 es va separar d'Álex de la Nuez, amb qui te un fill de nom Pablo i des de juliol de 2010 manté una relació amorosa amb l'extennista Àlex Corretja, de qui va tenir una filla de nom Érika el 10 de gener de 2017.

## Reconeixements
- "Modelo del año" a Cibeles Madrid Fashion Week (Madrid). Any 2000
- "Mujer del año" per la revista GQ. Anys 2001 i 2007
- "La mujer más atractiva", escollida pels lectors de la revista ¡Hola!. Febrer de 2001